# Pro Pinball: Big Race USA
Pro Pinball: Big Race USA – gra komputerowa typu pinball stworzona przez studio Cunning Developments i wyprodukowana przez Empire Interactive w 1998 roku. Jest ona trzecią grą z serii Pro Pinball i nawiązuje do tematyki podróżowania taksówką po Stanach Zjednoczonych. Big Race USA wiernie odwzorowuje realia stołu pinballowego, umożliwiając konfigurację kąta stołu czy siły flippera. Gracz może ustawić również poziom trudności. Poprawiono też w stosunku do poprzednich części serii oprawę graficzną.